# Ernst Brüche
Ernst Brüche (Hamburgo, 28 de março de 1900 — Mosbach, 8 de fevereiro de 1985) foi um físico alemão.

## Obras
- Ernst Brüche: Freie Elektronen als Sonden des Baues von Molekeln. In: Ergebnisse der exakten Naturwissenschaften. 8 (1929), 185-228.
- Ernst Brüche: Zum Entstehen des Elektronenmikroskops. In: Physikalische Zeitschrift. 44 (1943), 176-180.
- Ernst Brüche: 25 Jahre Elektronenmikroskop. In: Physikalische Blätter. 13 (1957), 493-500.
- Ernst Brüche: Aus dem Leben eines Physikers. Mosbach (Baden) 1971.
- Ernst und Dorothee Brüche: Mosbach in großer Zeit, Mosbach 1959
- Ernst und Dorothee Brüche: Das Mosbach Buch, Mosbach 1978